# Hans Georg Hillmann
Hans Georg Hillmann (* 25. Oktober 1925 in Nieder Mois, Provinz Schlesien; † 4. Mai 2014 in Frankfurt am Main) war ein deutscher Grafiker, Illustrator und Grafikdesigner, bekannt für seine Plakatkunst. Er gilt als einer der Begründer des modernen deutschen Filmplakats.

## Leben und Werk
Hans Hillmann besuchte von 1948 bis 1949 die Schule für Handwerk und Kunst und von 1949 bis 1952 die Werkakademie bei Hans Leistikow, beides in Kassel. Nach 1952 betätigt er sich erst als freischaffender Grafiker, zuerst in Kassel, später in Frankfurt am Main. Im Jahr 1959 wurde er zum Professor an die Staatliche Hochschule für Bildende Künste Kassel berufen. Er war Mitglied der Kasseler Schule der Plakatkunst, Buch- und Zeitschriftengrafik. Hillmann erhielt mehrfach die Auszeichnung „Das beste deutsche Plakat“. Im Jahr 1962 wurde er mit dem Toulouse-Lautrec-Preis auf der internationalen Plakatausstellung in Paris ausgezeichnet. Im Jahr 1964 wurden Arbeiten von ihm auf der documenta III in Kassel in der Abteilung Graphik gezeigt. Weitere Auszeichnungen: 1966 2. Preis und Silbermedaille der 1. Internationalen Plakatbiennale in Warschau, 1966 Silbermedaille für das Kieler Woche-Plakat, 1975 Ehrenpreis des Comité de Direction de l’Exposition International d’Affiche Artistique de Cinema Paris. 1982 Silbermedaille für Illustration des Art Directors Club Deutschland, 1992 Goldmedaille für Illustration des Art Directors Club New York, 1990 Ernennung zum Ehrenmitglied des Art Directors Club Deutschland.
Hans Hillmann gehört zu den wichtigen deutschen Grafikdesignern und Illustratoren. Er prägte Grafikdesigner nachfolgender Generationen durch seine Arbeiten und als Grafik-Professor an der Hochschule für Bildende Künste/Universität Kassel. In den Nachkriegsjahren wurde für den Kinobesuch vor allem mit den Filmstars und reißerischen Szenen geworben. Hillmann dagegen wählte einen drastisch reduzierten Stil. Er arbeitete mit Fotomontagen, Verfremdungen, unterschiedlichen Schrifttypen, wenigen Farben oder nur schwarz/weiß. So schafft er Plakatmotive, die den Kern der Filme symbolisieren. Bis 1974 gestaltete er mehr als 150 Filmplakate für die Filmverleiher Neue Filmkunst Walter Kirchner und Atlas Film. In die Entwürfe wurden auch Abisag Tüllmanns Fotografien eingearbeitet.
Hillmann erhielt zahlreiche nationale und internationale Auszeichnungen für seine Plakate. Als Illustrator arbeitete er für das „FAZ Magazin“, die Kultzeitschrift „twen“ und das Kulturmagazin TransAtlantik. Nach dem Konkurs des Filmverleihs, für den Hillmann arbeitete, konzentrierte er sich wieder auf die Illustration. Er schuf kleine Bildgeschichten, die sich durch absurden und fantastischen Humor auszeichnen. Er adaptierte in siebenjähriger Arbeit bis 1982 die Kurzgeschichte Fliegenpapier (Flypaper) von Dashiell Hammett in Form einer Graphic Novel und hat dabei einen gemalten Film Noir geschaffen. Hans Hillmann zählt mit seinen Gangsterstorries aus den 1980er Jahren zu den Pioniere der Graphic Novel. Sie wurde 2016 vom israelischen Komponisten Itay Dvori vertont.
Er lebte und starb in Frankfurt am Main.

## Ausstellungen
- 1965: Filmplakate, München. Neue Sammlung
- 1972: Experimental Graphic Design im Rahmen der Biennale di Venezia.
- 1973: Nationalmuseum (Posen)
- 2005: Haltmale – vom Plakat zum Bild-Roman, Offenbach, Klingspor-Museum
- 2007: FilmKunstGrafik, Düsseldorf, Filmmuseum und Frankfurt a. M., Deutsches Filmmuseum
- 2013: Der Titel wird im Bild fortgesetzt, Filmplakate von Hans Hillmann, Museum Folkwang, Essen
- 2018: Aktuelle deutsche Graphic Novels. Horst-Janssen-Museum, Oldenburg

## Werke (Auswahl)
- Ich hab geträumt ich wär ein Hund der träumt. Kohlkunstverlag Rambow und Lienemeyer, Frankfurt am Main 1970.
- ABC-Geschichten von Adam bis Zufall. Insel-Verlag, Frankfurt am Main 1975, ISBN 3-458-01799-5.
- Ich hab mir in der Besprechung ein Bild gemacht. Verlagsgesellschaft Greno, Obertshausen 1976.
- Fliegenpapier. nach D. Hammett’s Kriminalgeschichte. Zweitausendeins, Frankfurt am Main 1982.